# Banyutus feai
Banyutus feai is een insect uit de familie van de mierenleeuwen (Myrmeleontidae), die tot de orde netvleugeligen (Neuroptera) behoort. 
Banyutus feai is voor het eerst wetenschappelijk beschreven door Navás in 1915.